# زوجة المزارع ( مسرحية )
زوجة المزارع هي مسرحية كوميدية رومانسية للكاتب البريطاني إيدن فيلبوتس ، تستند إلى سيناريو روايته Widecombe Fair (1913).  عُرضت المسرحية لأول مرة في برمنغهام في عام 1916. و كان العرض الأول للفيلم في لندن في مسرح رويال كورت عام 1924.   بحلول عام 1926 ، عندما ذهب لورانس أوليفييه في جولة في دور البطولة ، كانت المسرحية قد عُرضت بالفعل 1300 مرة. 

## ملخص
بعد وفاة زوجته ، يقوم المزارع بمحاولة متقنة لإقناع إحدى جاراته العديدات بالزواج منه دون أن يدرك أن المرأة المثالية تعمل بالفعل كمدبرة منزل له.

## الاقتباسات

### فيلم
تم تحويل رواية المصدر نفسها إلى فيلم منفصل في عام 1928 ، أخرجه نورمان ووكر . تم تكييف المسرحية مرتين للفيلم: الفيلم الصامت عام 1928 زوجة المزارع ، من إخراج ألفريد هيتشكوك وبطولة جيمسون توماس وليليان هول-ديفيس ، والفيلم الصوتي عام 1941 زوجة المزارع ، من إخراج ليزلي أرليس وبطولة باسيل سيدني وباتريشيا روك. . 

### التلفاز
تم إنتاج نسختين من المسرحية للتلفزيون البريطاني: في عام 1955 ، تم تكييفها وإخراجها من قبل أوين ريد ،  وفي عام 1959 ، من إخراج باتريك درومغول كجزء من سلسلة Saturday Playhouse. 

### المذياع
في عام 1934 ، تم تكييف تسجيل لراديو بي بي سي وإنتاجه بواسطة سيريل وود. 

## روابط خارجية
- زوجة المزارع في صفحة باهتة ( كندا )